# Restes del Castell i Muralles d'Albocàsser
Les restes del castell i muralles d'Albocàsser estan situats al municipi del mateix nom, de la comarca de l'Alt Maestrat, i estan catalogats en el seu conjunt com un Bé d'Interès Cultural, amb declaració genèrica i anotació ministerial número RI-51-011208 i data d'aquesta: 27 de juliol de 2004

## Història i descripció
La vila d'Albocàsser té el seu origen en la carta de poblament atorgada pel senyor Blasco d'Alagó, el 25 de gener de 1239, a Juan de Brusca i trenta pobladors més que es regien pels furs d'Aragó. Més tard, a 1243 apareix com a senyoriu de l'Orde de Calatrava, que va confirmar la seva carta de poblament el dia 24 de gener del mateix any. No obstant això no va ser aquest el seu últim senyor, sinó que el 2 de juny de 1275, l'orde va intercanviar el districte amb Artal d'Alagón, qui al seu torn farà entrega del mateix al rei Jaume II d'Aragó el 14 jun de 1293 i va ser en aquesta època quan el domini es va elevar a la categoria de Vila.
Però novament el domini passa de mans, ja que en 1294 el monarca lliurarà aquest i altres llocs a l'Orde del Temple, i quan aquesta es va dissoldre va passar a formar part del patrimoni de l'Orde de Montesa fins al segle xix, moments en els quals va patir freqüents enfrontaments degut a les Guerres Carlines.
Es creu que va ser en l'època en què va pertànyer a l'Orde dels Templers, quan es va construir el castell, si es té en compte Gordillo Coucières. De fet, els documents de temps d'Artal d'Alagón parlen de l'existència de muralles a la vila, però no diuen res d'un castell. Malgrat això existeixen documents maig de 1289, un permís donat per Artal d'Alagón com a senyor feudal, per reconstruir les defenses, que posen de manifest l'existència d'un castell en aquesta època. Les referències, indiquen que les dimensions de les muralles de la població havien de ser d'uns trenta pams d'alçada i quatre de gruix. Comptava amb camins de ronda, espitlleres i torres de flanqueig (amb unes dimensions de cinquanta pams d'altura, més setze de gruix i dotze d'amplada). Les torres se suposa tenien tres pisos amb forjats de biga de fusta i estaven descobertes pel costat intern des del primer forjat cap amunt. La fàbrica era de maçoneria travada amb calç i cantonades reforçades amb carreus.
No tornem a tenir documentació d'aquests monuments fins gairebé un segle després, quan es procedeix a la construcció d'un fossat al voltant de la vila, de cinquanta pams d'ample i uns sis pams de la muralla, fet que esdevé al gener de 1375, per ordre del Maestre de Montesa. Els treballs de construcció d'aquest fossat s'allarguen més del previst per problemes del terreny, i es continuen reparant les muralles fins i tot en 1382.
Pel que fa al castell, si seguim les indicacions de Gordillo, havia de situar-se a l'oest de l'església i la casa abadia, a la part alta del poble. Segons opinió de Vicente Forcada el castell d'Albocàsser posseïa característiques gòtiques, amb planta irregular de 749 m2 de superfície. Constava de dos patis, torre barbacana, tres plantes i galeria interior i elevada. Segons l'esmentat autor, en 1558 el castell va patir una reforma encarregada pel comanador de l'Orde de Montesa Fra Jeroni Pardo de la Casta.
Lamentablement en l'actualitat el castell està totalment arrasat, sent derrocat en 1930, i com va succeir amb molts monuments va ser utilitzat per a diversos usos al llarg de la seva història, així, aquest castell va ser escola, i les seves restes van ser emprades per la construcció de diferents edificacions. Del castell es distingeixen diversos llenços i una gran torre de construcció de maçoneria i carreus en les cantonades. La muralla es troba conservada entre el caseriu existent, sense que hi hagi estudis arqueològics que puguin identificar el traçat d'aquestes.